# Juan Geiler de Kaisersberg
Juan Geiler de Kaysersberg (en alemán Johann Geiler von Kaysersberg; en francés Jean Geiler de Kaysersberg, Schaffhausen, 16 de marzo de 1445 - Estrasburgo, 10 de marzo de 1510) fue uno de los mayores predicadores y escritores religiosos del siglo XV.
Estaba muy asociado con humanistas alemanes como Jacobo Wimpfeling (1450-1528). Como él, Geiler era un sacerdote secular y ambos lucharon contra los abusos eclesiásticos de su época, pero no como Martín Lutero, sino buscando la salvación y la supervivencia de la moral cristiana en la Iglesia y el Estado a través del mantenimiento de la fe de las doctrinas de la Iglesia.   

## Biografía
Aunque nació en Suiza tras la muerte de su padre por un jabalí cuando cazaba. Fue criado por su bisabuelo en Alsacia, en Kaysersberg, ciudad que se asocia a su nombre, donde pasó la infancia y juventud. Se educó en Ammersweiher y en 1460 se matriculó en la Universidad Alberto-Ludoviciana de Friburgo de Brisgovia. 
Su vivo interés por la teología fomentado por el estudio de Juan Gerson, le condujo en 1471 a la Universidad de Basilea, donde se doctoró en 1475. Un año más tarde era profesor en Friburgo, pero sus gustos, asociados un poco al espíritu de la época, hicieron que se fuera haciendo predicador y pronto su fervor y elocuencia le valieron numerosas invitaciones en muchas localidades. 
Finalmente Juan de Kaysersberg aceptó en 1478 un puesto en la catedral de Estrasburgo, donde falleció de un edema en 1510 en laetare.

## Obra
- Peregrinus / Der bilger mit seinen eygenschaften (Der Pilger), 1494
- Baum des Seelenheils, 1502,
- Predigten teutsch, 1509
- Das irrig Schaf, 1510
- Das Buch Granantapfel, 1510
- Der Seelen Paradies, 1510
- Navicula sive speculum fatuorum, 1510

### Obra póstuma
Entre sus publicaciones póstumas:
- Navicula poenitentiae, 1511
- Christliche Pilgerschaft, 1512
- Die Passion, 1514
- Evangelibuch, 1515 (de Johannes Pauli)
- Emeis. Dies ist das Buch von der Omeißen, 1517 (de J. Pauli)
- Die Brösamli Doct. Kaiserbergs, 1517 (de J. Pauli)
- Das Buch von den Sünden das Munds, 1518
- Das buoch Arbore humana … Von dem menschlichē baum …, (de Hans Grüninger), 1521[2]
- Postill“, 1522